# Lourinhã
Lourinhã is een plaats en gemeente in het Portugese district Lissabon.
De gemeente heeft een totale oppervlakte van 147 km² en telde 23.265 inwoners in 2001.

## Plaatsen in de gemeente
- Atalaia
- Lourinhã
- Marteleira
- Miragaia
- Moita dos Ferreiros
- Moledo
- Reguengo Grande
- Ribamar
- Santa Bárbara
- São Bartolomeu dos Galegos
- Vimeiro